# Монревель, Клод-Франсуа де Лабом
Клод-Франсуа де Лабом (фр. Claude-François de la Baume; 18 марта 1584 — 31 мая 1621, Сен-Жан-д'Анжели), граф де Монревель — французский государственный и военный деятель.

## Биография
Сын Антуана де Лабома, графа де Монревеля, и Николь де Монмартен.
Барон де Марбо, Фуасья, сеньор д'Абержеман, де Сент-Этьен-дю-Буа, Бонрепо, Корлау, Сен-Жюльен, Сент-Этьен-су-Рессуз, Сикон, Лулан, Презийи, Ле-Брёй, Эпине, Иньи, Российон, Сен-Сорнен, Каромб, Сент-Ипполит, Сюзет, Гримо, Савиньи-сюр-Орж и дю Фель-Бийо.
Был крещен в Пеме 15 апреля 1584; крестными отцами были кардинал Клод де Лабом, архиепископ Безансона, и сеньор де Вержи, губернатор графства Бургундского, крестной матерью — Франсуаза де Лабом, маркиза де Сен-Мартен, дама де Карнавале, дочь Жана IV де Лабома.
Эрцгерцог Альбрехт произвел Клода-Франсуа в рыцари 3 февраля 1602, во время осады Остенде. В 1612 году граф де Монревель был на знаменитой карусели, устроенной в Париже по случаю франко-испанских браков.
Служил королю Франции в Гиени в 1615—1616 годах. 11 апреля 1616 получил Шампанский полк, которым командовал в следующем году в составе армии герцога де Гиза при осаде Перонны. В 1619 году командовал своим полком в армии де Гиза, не предпринимавшей активных действий.
Король Людовик XIII патентом от 11 апреля 1619 назначил графа де Монревеля государственным советником. В 1620 году Клод-Франсуа отличился в бою у Пон-де-Се, где вместе со сьером Заметом первым бросился во вражеский ретраншемент и внес значительный вклад во взятие города и замка. Затем отправился вместе с королем в Беарн, и получил губернаторство в городах Совтер и Олерон.
Патентом от 24 апреля 1621 произведен в чин лагерного маршала. Участвовал в осаде Сен-Жан-д'Анжели, в ранге кампмейстера Шампанского полка. 30 мая был направлен маршалом Ледигьером вместе с сеньором де Фонтене Морёем, кампмейстером Пьемонтского полка, занять позиции в предместье Тайбур, где королевские войска возвели баррикаду в 50 шагах от расположения противника. На следующий день к Тайбуру прибыли кардинал де Гиз и принц де Жуанвиль, организовавшие атаку первой и второй вражеских баррикад, При штурме второй баррикады граф де Монревель был смертельно ранен выстрелом из мушкета.
В 1619 году был представлен королем к награждению орденом Святого Духа. 4 апреля 1619 члены ордена маршал Франции сеньор де Сувре и маркиз де Тренель получили повеление собрать доказательства благородного происхождения графа де Монревеля, и не успели закончить работу к моменту его гибели, по причине чего Клод-Франсуа не успел получить орденскую цепь.

## Семья
Жена (контракт 5.06.1602): Жанна д'Агу де Монтобан, дочь Франсуа-Луи д'Агу де Монтобана, графа де Со, и Кристины д'Агер, дамы де Вьен. Ее брат, граф Луи де Со, умер бездетным, и Жанна должна была получить богатое наследство, но ее мать, дама де Креки, выдвинула свои претензии, основанные на завещании сына, и после длительной тяжбы получила самую лучшую часть, по транзакции, состоявшейся в Париже 13.09.1618. Жанна составила завещание 19.01.1619
Дети:
- Фердинан де Лабом (1603—1678), граф де Монревель. Жена: Мари Олье де Нуантель, дочь Франсуа Олье, сеньора де Нуантеля, и Франсуазы Буйе
- Шарль де Лабом (12.03.1611—), маркиз де Сен-Мартен, барон де Пем и Каромб, сеньор де Ромен-Бургиньон, подполковник полка французской гвардии. Перебрался в Испанские Нидерланды и поступил на службу в армию короля Испании, получив под командование Бургундский полк. В 1658 году стал губернатором Доля. Жена 1): Альбертина-Мария де Лабом, двоюродная сестра, дочь Филибера де Лабома, маркиза де Сен-Мартен, и Ламбертины де Линь, вдова графа Эрнста Кристофа фон Ритберга; 2) (1663): Тереза-Анна-Франсуаза де Тразинье, дочь маркиза Отона де Тразинье и Жаклин де Лален-Хогстратен
- Мари де Лабом (1605—22.07.1668, Париж), дама де Гримо в Провансе. Муж: Эспри Алар, маркиз де Гримо (1620), сеньор д'Эплан, главный маршал военных квартир Франции, губернатор Мёлана. Умер в Труа от ран, полученных на дуэли с виконтом де Маре
- Маргарита де Лабом. Муж: Франсуа де Галь, барон де Миребель в Дофине, сеньор де Ла-Бюис, генерал-полковник итальянской пехоты во Франции
- Жанна де Лабом, монахиня в Жоюар-ан-Бри
- Франсуаза де Лабом